# Castell de Serra
El castell de Serra (Camp de Túria, País Valencià), també denominat castell de l'Alt del Pi, és una fortalesa d'origen àrab de reduïdes dimensions construïda al voltant del segle xi, i que se situa en un monticle a un quilòmetre de la població que li dona el nom, des d'on es dominava la vall del Túria i l'accés a la serra Calderona.
Aquesta fortalesa, que no estava destinada a acollir població civil, pertanyia al sistema defensiu del nord de València, juntament amb els castells de Nàquera i el d'Olocau.

## Descripció
De la primitiva fortalesa, la planta irregular de la qual ocupa només 600 metres quadrats, es conserven dos llenços de muralla, l'aljub i la torre de l'homenatge, situada al nord-est, de planta quadrada atalussada i quatre plantes.
Són visibles també restes d'una altra torre al nord-oest, així com restes de murs. La distància a la població i la manca de contacte visual amb aquesta va obligar a la construcció de diverses torres de guaita als seus voltants, de característiques constructives similars, totes amb planta quadrada atalussada, fabricades en maçoneria i amb reforços de pedres cantoneres treballades de major grandària. Hi destaca la torre que està ubicada en el centre del nucli urbà de la població de Serra, per ser la de major grandària i la millor conservada.